# Glândula exócrina
As glândulas exócrinas são órgãos que produzem secreções ou substâncias que elaboram para um sistema de condutos ou canais excretores que se abrem em superfície externa ou interna. As secreções não são despejadas na corrente sanguínea, mas em outros órgãos, ou para o exterior do corpo, através de canais. Além disso, glândulas exócrinas não se associam a vasos sanguíneos e apresenta um canal de excreção.

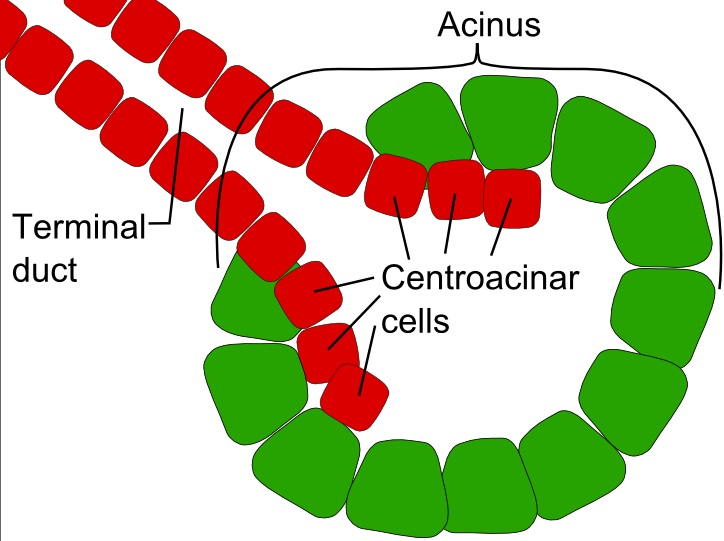
Centroacinar cells

## Classificação
As glândulas exócrinas podem ser classificadas de acordo com 6 critérios:

### Quanto ao arranjo celular
Cordonal: São glândulas endócrinas em que suas células se organizam formando fileiras semelhantes a cordões em torno dos capilares sanguíneos.
Ex: glândula suprarrenal (ou adrenal)
vesicular ou Folicular:São glândulas endócrinas em que suas células secretoras formam "sacos" fechados rodeados por capilares sanguíneos. Estes "sacos" fechados são chamados de vesículas ou folículos.
Ex: glândula tireóide

### Quanto a forma do canal de excreção (porção secretora)
Acinosa: A porção secretora se apresenta sob forma esférica ou arredondada.
Ex: Glândula sebácea.
Tubulosa: A unidade secretora apresenta aspecto de tubos alongados.
Ex: Intestino grosso.
Túbulo-Acinosa: Quando se encontra na mesma glândula porções secretoras tubulosas e acinosas.
Ex: Glândula submandibular.

### Quanto a presença de ramificações na porção secretora
Ramificada: Tem várias porções secretoras que convergem para um único canal excretor.
Ex: Glândula muco-secretora.
Não-ramificada: A porção secretora não se divide.
Ex: Glândulas intestinais.

### Quanto a presença de ramificações no ducto
Simples: O ducto excretor é único e não se divide.
Ex: Glândulas sudoríparas.
Compostas: O ducto se divide à semelhança dos ramos de uma árvore.
Ex: Figado e pâncreas.

### Quanto o modo de secreção
Merócrina ou écrina: O produto é liberado nas vesículas limitadas por membrana para a superfície apical da célula, na qual se fusionam com a membrana plásmatica e fazem a expulsão do seu conteúdo por exocitose. Além disso não expelem junto da secreção nenhuma parte do citoplasma.
Ex: Glândula salivar
Apócrina: Elimina junto com a secreção parte do citoplasma apical.
Ex: Glândulas sudoríparas
Holócrina: O produtor secretor acumula-se dentro da célula em maturação, que sofre simultaneamente o processo de morte celular programada.
Ex: Glândula sebácea.

### Quanto ao tipo de secreção
Mucosa: Secretam proteínas glicosiladas que se tornam altamente hidratadas, formando um gel espesso e viscoso, chamado mucina, com função de proteção contra atrito (lubrificante) ou ação de substâncias corrosivas.  Ex.: Epitélio glandular do estômago.
Serosa: Secretam um fluido aquoso, rico em proteínas (especialmente enzimas). Ex.: Epitélio glandular da porção exócrina do pâncreas
mista: Secretam substâncias de natureza variada, como proteínas, glicoproteínas, lipídios. Ex. Epitélio glandular da glândula mamária.

### Outros exemplos de glândulas exócrinas
Salivares: Produz saliva.
Lacrimais: Produz lágrimas.
Sudoríparas: Produz suor.
Sebáceas: Produz sebo.
Mamárias: Produz leite.